# Isidro Parga Pondal

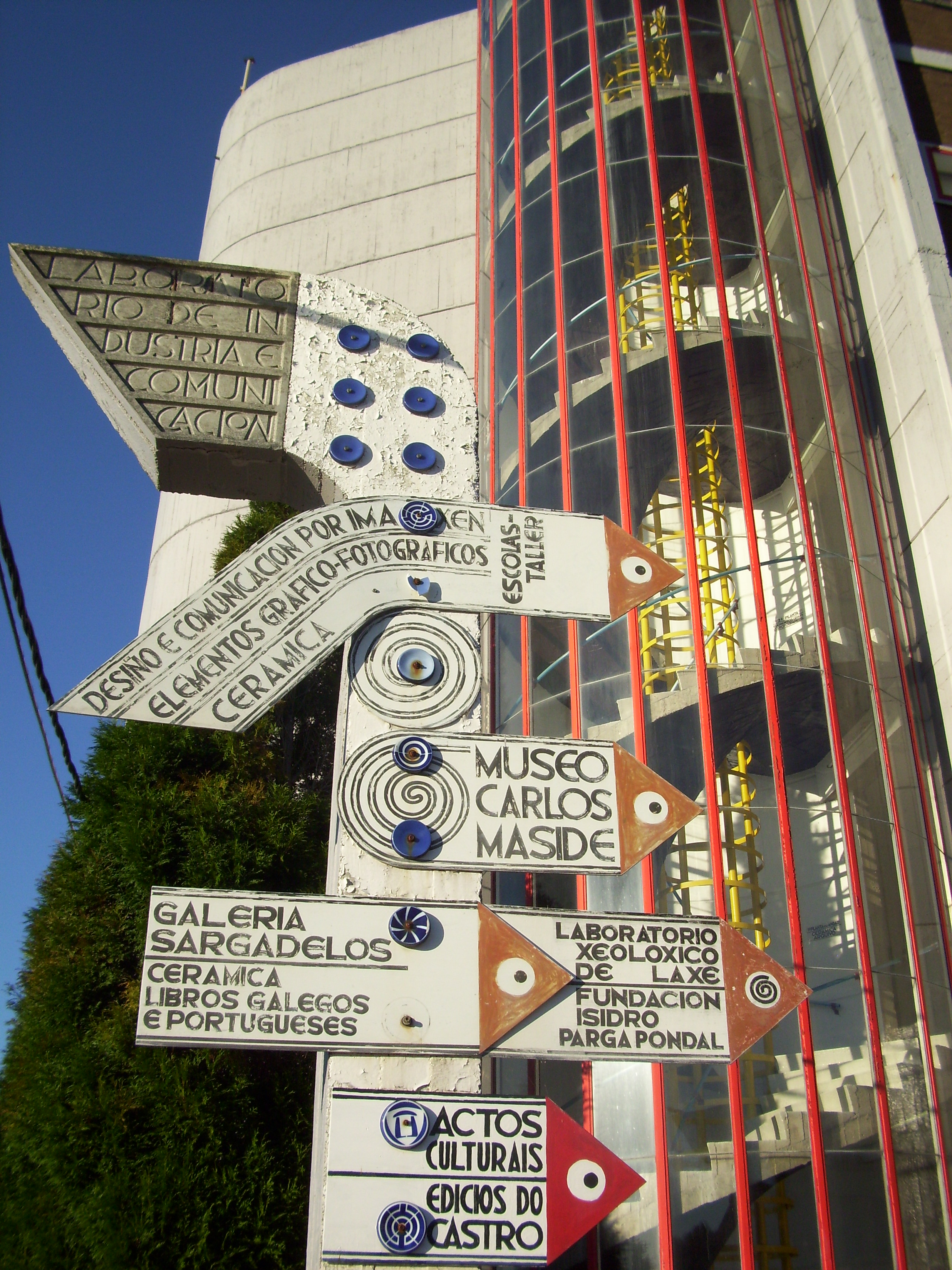
Fundación Isidro Parga Pondal en Cerámica do Castro (Sada)

Isidro Parga Pondal (Lage, 17 de diciembre de 1900 - La Coruña, 4 de mayo de 1986) fue un químico y geólogo español.

## Biografía
Nacido en la localidad coruñesa de Lage. Tras el fallecimiento de su padre, en 1914, se hizo cargo de su educación su abuelo, Isidro Pondal Abente (primo del poeta Eduardo Pondal), influyendo en su temprana vocación por la química. Estudió el Bachillerato en Santiago de Compostela y la carrera de Ciencias Químicas en la Universidad de Madrid, obteniendo la licenciatura en 1922. En 1923 obtuvo una plaza de profesor auxiliar de Química Inorgánica y Analítica en la Facultad de Ciencias de la Universidad de Santiago de Compostela. Entretanto, aparecieron sus primeros trabajos sobre geoquímica, publicados en la revista del Seminario de Estudios Gallegos, nacido recientemente y del que era miembro desde 1924.
En 1930 recibe su primer galardón, el Premio "Alonso Barba" de la  Real Sociedad Española de Física y Química, y se le concede una pensión de JAE para estudiar Geoquímica en Zúrich, volviendo en 1933 a Santiago. Con la creación del Laboratorio de Geoquímica de la Universidad de Santiago, comenzó sus investigaciones sobre geología de Galicia y formó a los primeros geoquímicos españoles. En 1934 terminó su tesis doctoral obteniendo la calificación de sobresaliente cum laude en la Universidad de Madrid.
Fue en esta época cuando se convirtió en uno de los profesores investigadores más importantes de la Universidad de Santiago de Compostela, llegando a impartir cuatro asignaturas diferentes. Cambió la relación entre alumnos y profesores, compartiendo conjuntamente el tiempo de ocio y la investigación, incorporando a la mujer en los equipos de investigación y poniendo en contacto a las aulas compostelanas con la comunidad científica internacional.
Al comienzo de la Guerra Civil y como consecuencia de sus ideas galleguistas y su amistad con galleguistas como Castelao, fue purgado de su puesto de profesor, retirándose a Lage, donde se hizo cargo de la empresa "Kaolines de Lage" y otra empresa minera denominada Titania S.A., junto con José Fernández López y sus hermanos, conocidos en Lugo como los Hijos de Antón de Marcos, dedicada a la explotación de una mina de titanio, en Balarés, La Coruña. Esta empresa estaba dirigida por un ingeniero alemán, con economatos y salarios dignos para los trabajadores, además de Seguridad Social y paga extra. Con el dinero obtenido de estas y de otras empresas Isidro Parga Pondal y los hermanos Fernández López trataron de fomentar de forma generosa la recuperación de la cultura gallega.
En 1940 creó el Laboratorio Geológico de Lage, en el que trabajó hasta su retiro, en 1969.
En 1945 colaboró con el Instituto Geológico y Minero de España. En 1954 comenzó a colaborar con la Universidad de Leiden (Países Bajos), haciéndolo después con las de Montpellier y Estrasburgo (Francia), Zúrich (Suiza), Münster (Alemania) y Lisboa (Portugal). En esta misma época también trabajó para la empresa Zeltia, fundada por los hermanos Fernández López. Fue allí, en un consejo de administración, donde Antonio Fernández López, uno de los propietarios de la empresa, comentó la escasez de cemento y su alto precio, lamentándose de la falta de calcáreas para fomentar su elaboración en Galicia. Al poco tiempo el propio Isidro Parga Pondal le presentó a este un informe en el que se señalaba Lóuzara (Samos) como el lugar donde se encontraban estas calcáreas. Ese fue el comienzo de Cementos del Noroeste S.A., creada en 1958, de cuyo consejo de administración formó parte, junto con los hermanos Antonio y Manuel Fernández López, Arcadio Arienza, Fidel Isla Couto y Álvaro Gil Varela. La fábrica de cemento comenzó a funcionar en 1962, en O Oural, Sarria, actualmente perteneciente a la Corporación Noroeste.
En 1962 fue nombrado profesor agregado del Instituto Lucas Mallada, recibiendo a continuación diversas distinciones: Premio de Ciencias de la Diputación Provincial de La Coruña (1972), Premio de Investigación de la Universidad de Santiago y de la Universidad Menéndez y Pelayo (1982), medalla Castelao, doctorado honoris causa por la Universidad de Santiago de Compostela (1983), Presidente Honorario de la Academia de Ciencias de Galicia, miembro numerario de la Academia de Doctores de Madrid, correspondiente de la Real Academia de Ciencias Exactas, Físicas y Naturales, correspondiente de la Real Academia de Doctores de España y correspondiente de la Real Academia de Ciencias y Artes de Barcelona.
En 1978, murieron su mujer y su hijo, José Ramón Parga Peinador, en accidente de tráfico. Tras esta pérdida abandonó el Laboratorio y se lo cedió a Isaac Díaz Pardo, el promotor industrial y cultural revitalizador de la Cerámica de Sargadelos, y creador de un complejo cultural alrededor de la cerámica, el cual lo trasladó a Sada.

## Publicaciones
Entre otras dispersas, Mapa Geológico de Galicia (1963, realizando después los correspondientes provinciales), Mapa Geológico de la Península Ibérica (1970). Realizó asimismo dos cartografías del Macizo Hespérico Peninsular, situado en la mitad occidental de la península ibérica (1962 y 1982).

## Instituto Universitario de Geología "Isidro Parga Pondal"
El Instituto Universitario de Geología "Isidro Parga Pondal" surgió en 1997 mediante un convenio de la Junta de Galicia firmado entre el Laboratorio Geológico de Lage y la Universidad de La Coruña.